# City of Gold Coast
City of Gold Coast är en kommun i Australien. Den ligger i delstaten Queensland, omkring 65 kilometer sydost om delstatshuvudstaden Brisbane. Antalet invånare var 555 721 vid folkräkningen 2016.
Följande samhällen finns i Gold Coast:
- Gold Coast
- Southport
- Surfers Paradise
- Nerang
- Burleigh Waters
- Palm Beach
- Varsity Lakes
- Oxenford
- Upper Coomera
- Tugun
- Clear Island Waters
- Main Beach
- Tallebudgera Valley
- Jacobs Well
- Yatala
- Ormeau Hills
- Mount Nathan
- Tallebudgera
- Lower Beechmont
- Cedar Creek
- Wongawallan
- Worongary
- Springbrook
- Steiglitz
- Stapylton
- Woongoolba
- Stanmore

Runt Gold Coast är det i huvudsak tätbebyggt. Genomsnittlig årsnederbörd är 1 801 millimeter. Den regnigaste månaden är januari, med i genomsnitt 320 mm nederbörd, och den torraste är oktober, med 41 mm nederbörd.